# Bruchophagus ravola
Bruchophagus ravola är en stekelart som först beskrevs av Walker 1839.  Bruchophagus ravola ingår i släktet Bruchophagus och familjen kragglanssteklar. Inga underarter finns listade.